# 谷島緑
谷島 緑（やじま みどり、1979年4月17日）は日本の男子射撃選手、陸上自衛官。茨城県出身。筑西市立協和中学校、茨城県立真壁高等学校卒業。自衛隊体育学校所属。二等陸曹。
広州市で開催された2010年アジア競技大会代表となり、男子50mライフル3ポジション個人5位、男子50mライフル伏射個人10位、男子10mエアライフル個人19位の成績を残した。
2012年1月、カタールで開かれた射撃アジア選手権で、50メートル伏射で優勝、ロンドン五輪の出場がほぼ確実となった。後日、正式に代表に決まり、2012年3月27日、茨城県知事の橋本昌を表敬訪問し、メダルを目標とすると語った。
2012年7月30日、ロンドンオリンピック、男子エアライフルの予選に出場。谷島は589点で38位となり、決勝には進めずに敗退した。